# Naval Station Everett

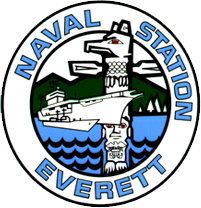
Emblem

Die Naval Station Everett ist eine Basis der United States Navy bei Everett, Washington, an der Nordostseite des Puget Sound.

## Geschichte

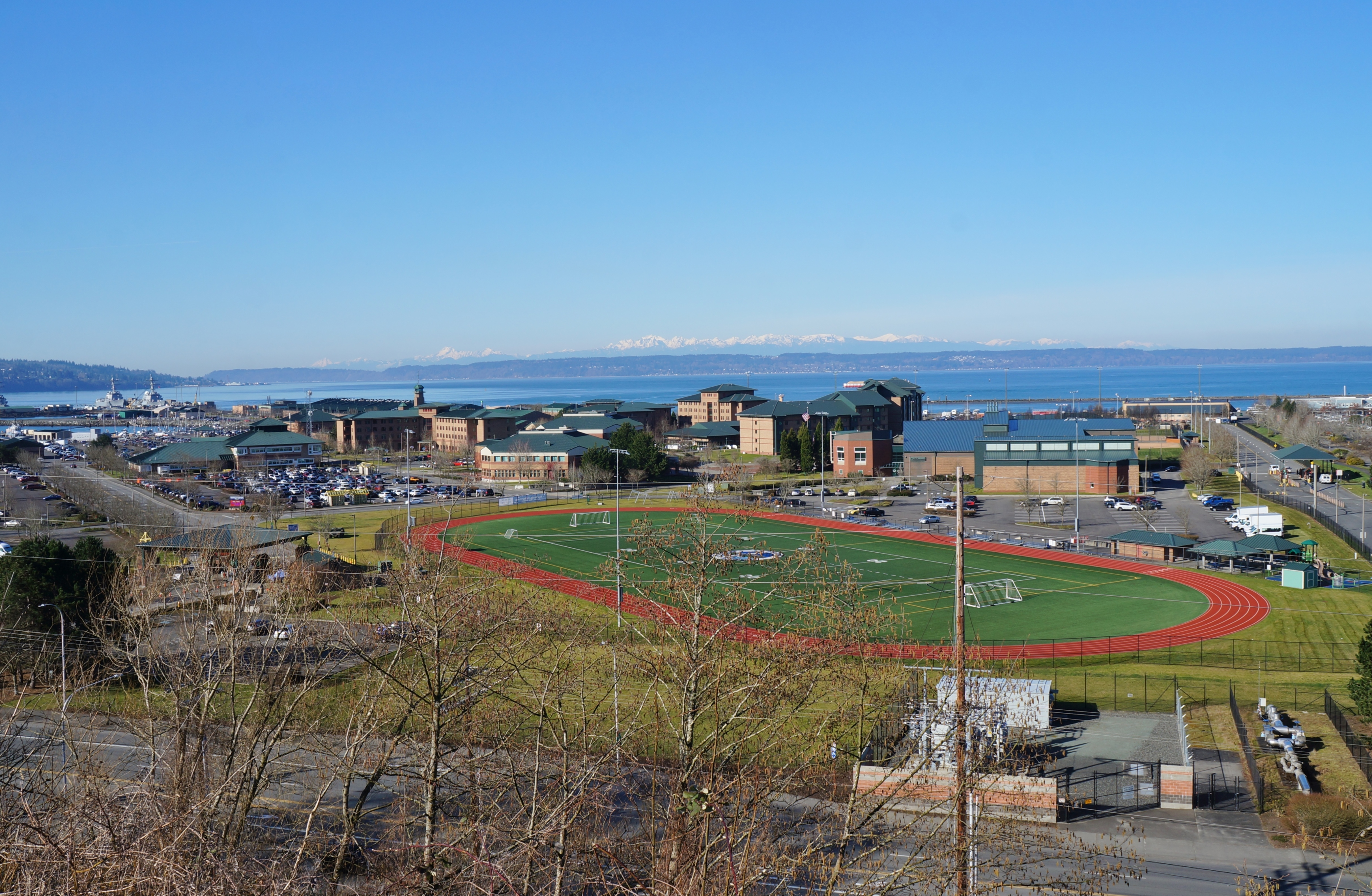
Überblick über das Gelände der Naval Station Everett

Die Vorbereitungen für den Bau der Naval Station (NAVSTA) bei Everett begannen 1983, als Marinestaatssekretär (SECNAV) John F. Lehman im Rahmen des Konzepts Strategic Homeport die Einrichtung eines neuen Kriegshafens im Puget Sound anregte. 1984 wurde aus 13 Bewerbern Everett ausgewählt, am 9. November 1987 begann der Bau. Im Juni 1992 wurde der Pier eröffnet, 1994 dann der Stützpunkt. Im selben Jahr wurden die ersten Kriegsschiffe in der Naval Station stationiert.

## Anlagen
In der Basis selbst gibt es zwei Piers. Der größere, Pier Alpha, ist 494 Meter lang und 37 Meter breit und beidseitig benutzbar. Pier Bravo besitzt die gleiche Breite und ist etwas kürzer. Die Außenseite von Pier Bravo dient als Wellenbrecher, nur an der Innenseite liegen Schiffe. Das südwestliche Ende von Pier Alpha eignet sich mit einer nur dort erreichten Wassertiefe von 19 Metern für die Beheimatung eines Flugzeugträgers.
Zwischen Marysville und Arlington, etwa 11 Meilen nördlich der Naval Station, betreibt die Navy zusätzlich den Naval Station Everett Support Complex mit Wohnhäusern, Sportplätzen und Läden für die Bediensteten der Basis.

## Stationierte Einheiten

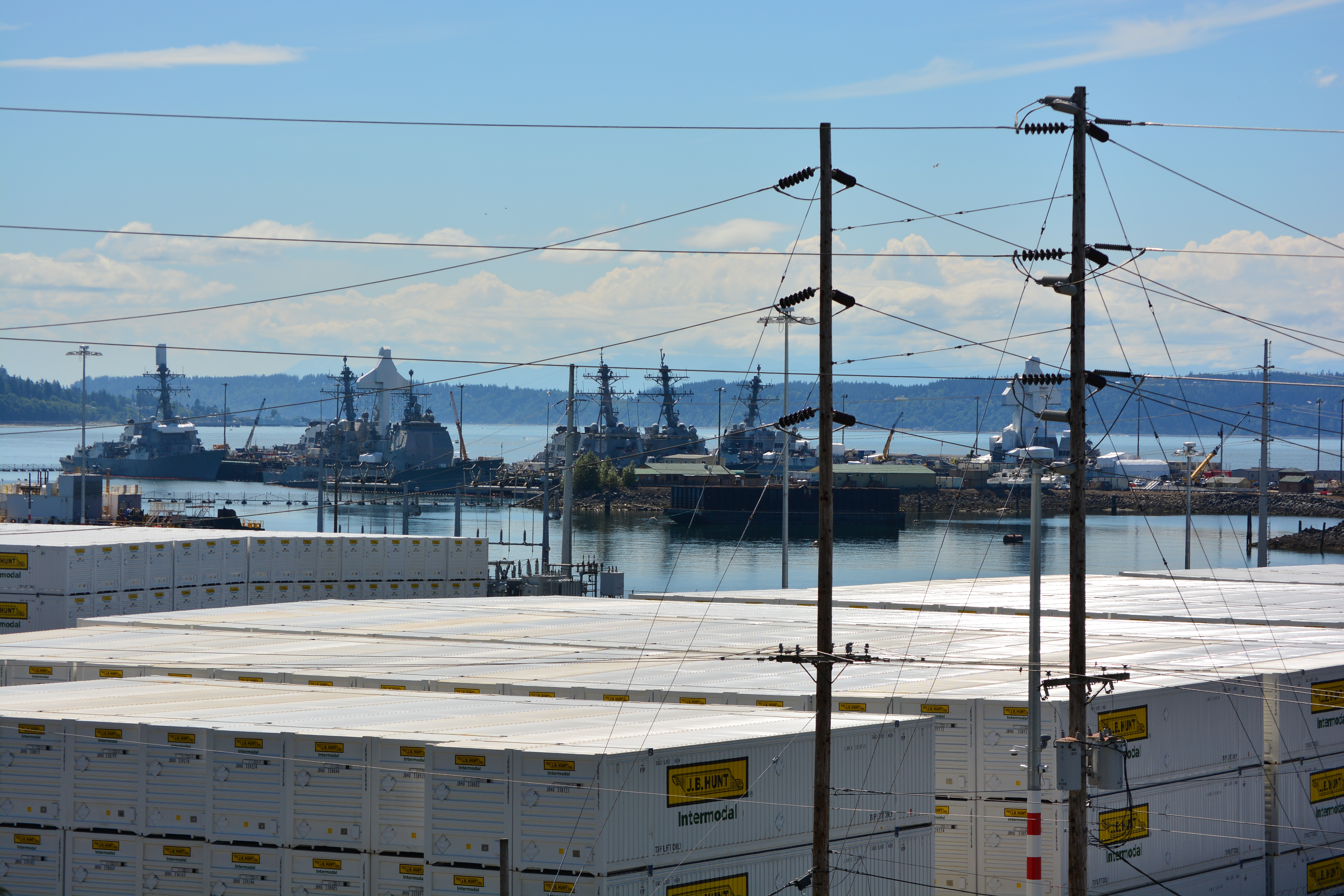
Blick auf Schiffe in der Basis im Juli 2023

Mit Stand 2024 sind fünf Zerstörer der Arleigh-Burke-Klasse und eine kleine Zahl von Schiffen der United States Coast Guard stationiert. Ab Ende der 2020er Jahre sollen zwölf neue Fregatten der Constellation-Klasse in Everett beheimatet werden.
Von 1997 bis 2012 war der Flugzeugträger Abraham Lincoln in Naval Station Everett stationiert, von 2012 bis 2015 die Nimitz. Seitdem ist kein Flugzeugträger mehr stationiert. Im Jahr 2011 waren in Everett zwei Zerstörer (Shoup, Momsen) sowie drei Fregatten der Oliver-Hazard-Perry-Klasse (Ford, Rodney M. Davis und Ingraham) stationiert. Nach Außerdienststellung der Fregatten waren vor 2016 allein Shoup und Momsen stationiert. Anfang 2024 sind fünf Zerstörer der Arleigh-Burke-Klasse beheimatet.